# Bernd Truntschka
Bernhard Dieter Truntschka (ur. 7 sierpnia 1965 w Landshut) – niemiecki hokeista czechosłowackiego pochodzenia grający na pozycji napastnika, reprezentant kraju, olimpijczyk, menedżer.

## Kariera

### EV Landshut
Bernd Truntschka karierę sportową rozpoczął w 1976 roku w juniorach EV Landshut, gdzie w 1982 roku przeszedł do profesjonalnej drużyny klubu, z którym już w pierwszym sezonie, sezonie 1982/1983 zdobył mistrzostwo Niemiec po wygranej rywalizacji w finale z Mannheimer ERC 3:1 (2:1, 2:8, 6:4, 5:4). W następnych latach stał się podstawowym zawodnikiem klubu. W sezonie 1983/1984 zdobył wicemistrzostwo Niemiec po przegranej rywalizacji z Kölner EC 3:2 (5:4, 4:6, 2:3, 4:3, 5:0).

### Düsseldorfer EG
Po sezonie 1988/1989 Truntschka przeszedł do Düsseldorfer EG, w którym grał jego brat, Gerd, z którym oraz z Dieterem Hegenem tworzył jedną z najlepszych linii w rozgrywkach Bundesligi, w których klub triumfował trzykrotnie z rzędu (1990–1992). Po sezonie 1991/1992 Gerd Truntschka i Dieter Hegen odeszli z do Hedosu Monachium, natomiast Bernd Truntschka pozostał w klubie do 1997 roku, z którym zdobył mistrzostwo Niemiec po wygranej rywalizacji z Kölner Haie 3:1 (4:7, 5:1, 5:0, 4:2) oraz wicemistrzostwo Niemiec w sezonie 1993/1994 po przegranej rywalizacji w finale z Hedosem Monachium 3:0 (2:4, 2:3, 1:4).

### Ostatnie lata
Truntschka następnie reprezentował barwy klubów I ligi i II ligi TSV Erding: TSV Erding (1997–1998) oraz EHC Waldkraiburg, w którym w 1999 roku po raz pierwszy zakończył karierę sportową.
W 2000 roku z powodu problemów finansowych wznowił karierę sportową, wracając do występującego wówczas w Oberlidze EV Landshut, a po sezonie 2000/2001 ostatecznie zakończył karierę sportową.

## Kariera reprezentacyjna
Bernd Truntschka w latach 1982–1983 w reprezentacji RFN U-19 dwukrotnie uczestniczył w mistrzostwach Europy juniorów (1982, 1983), na których rozegrał 10 meczów, w których zdobył 12 punktów (3 gole, 9 asyst) oraz spędził 12 minut na ławce kar, a w latach 1982–1984 w reprezentacji RFN U-20 dwukrotnie uczestniczył w mistrzostwach świata juniorów (1983, 1984), na których rozegrał 14 meczów, w których zdobył 3 punkty (1 gol, 2 asysty) oraz spędził 8 minut na ławce kar.
Natomiast w seniorskiej reprezentacji RFN/Niemiec, w której był wieloletnim kapitanem, w latach 1987–1996 rozegrał 102 mecze, w których zdobył 27 punktów (13 goli, 14 asyst) oraz spędził 42 minuty na ławce kar. Trzykrotnie uczestniczył na zimowych igrzyskach olimpijskich (1988, 1992, 1994), 4-krotnie uczestniczył w mistrzostwach świata (1990, 1991, 1992, 1993), a także dwukrotnie w Turnieju Izwiestii (1987, 1989), trzykrotnie w Deutschland Cup (1988 – 2. miejsce, 1990, 1992), trzykrotnie w Nissan Cup (1989 – 3. miejsce, 1992 – 1. miejsce, 1993 – 3. miejsce) oraz na igrzyskach dobrej woli 1990 w amerykańskim Seattle, na których reprezentacja RFN zajęła 7. miejsce.

## Statystyki

### Klubowe
| 1982/1983             | EV Landshut           | BL                    | 14  | 1   | 3   | 4   | 4   | 9   | 0  | 0  | 0      | 0  |
| 1983/1984             | EV Landshut           | BL                    | 41  | 0   | 8   | 8   | 6   | 10  | 1  | 0  | 1      | 0  |
| 1984/1985             | EV Landshut           | BL                    | 35  | 3   | 13  | 16  | 18  | 4   | 1  | 0  | 1      | 0  |
| 1985/1986             | EV Landshut           | BL                    | 36  | 3   | 17  | 20  | 16  | 3   | 0  | 0  | 0      | 0  |
| 1986/1987             | EV Landshut           | BL                    | 36  | 15  | 11  | 26  | 22  | —   | —  | —  | —      | —  |
| 1987/1988             | EV Landshut           | BL                    | 36  | 14  | 26  | 40  | 22  | 4   | 0  | 3  | 3      | 6  |
| 1988/1989             | EV Landshut           | BL                    | 27  | 13  | 20  | 33  | 23  | 3   | 0  | 2  | 2      | 4  |
| 1989/1990             | Düsseldorfer EG       | BL                    | 34  | 2   | 16  | 18  | 18  | 11  | 2  | 5  | 7      | 4  |
| 1990/1991             | Düsseldorfer EG       | BL                    | 44  | 9   | 27  | 36  | 30  | 12  | 2  | 14 | 16     | 8  |
| 1991/1992             | Düsseldorfer EG       | BL                    | 44  | 11  | 23  | 34  | 24  | 9   | 1  | 10 | 11     | 16 |
| 1992/1993             | Düsseldorfer EG       | BL                    | 44  | 10  | 30  | 40  | 45  | 11  | 2  | 6  | 8      | 6  |
| 1993/1994             | Düsseldorfer EG       | BL                    | 29  | 7   | 14  | 21  | 24  | 12  | 1  | 0  | 1      | 2  |
| 1994/1995             | Düsseldorfer EG       | DEL                   | 23  | 10  | 25  | 35  | 30  | 10  | 4  | 0  | 4      | 4  |
| 1995/1996             | Düsseldorfer EG       | DEL                   | 42  | 9   | 19  | 28  | 32  | 11  | 0  | 3  | 3      | 4  |
| 1996/1997             | Düsseldorfer EG       | DEL                   | 41  | 2   | 8   | 10  | 28  | —   | —  | —  | —      | —  |
| 1997/1998             | TSV Erding            | 1. EL                 | 55  | 13  | 25  | 38  | 34  | —   | —  | —  | —      | —  |
| 1998/1999             | EHC Waldkraiburg      | 2. EL                 | 46  | 22  | 44  | 66  | 56  | —   | —  | —  | —      | —  |
| 2000/2001             | EV Landshut           | OL                    | 6   | 0   | 3   | 3   | 10  | —   | —  | —  | —      | —  |
| BL/DEL Ogółem         | BL/DEL Ogółem         | BL/DEL Ogółem         | 526 | 109 | 260 | 369 | 342 | 109 | 14 | 43 | 57     | 54 |
| 1. EL/2. EL/OL Ogółem | 1. EL/2. EL/OL Ogółem | 1. EL/2. EL/OL Ogółem | 107 | 35  | 72  | 107 | 100 | —   | —  | —  | — !1 — |    |

### Reprezentacyjne
| Rok                | Drużyna            | Turniej            | Miejsce            |    | M | G  | A  | Pkt | Min |
| ------------------ | ------------------ | ------------------ | ------------------ | -- | - | -- | -- | --- | --- |
| 1982               | RFN U-18           | MEJ                | 6                  | 5  | 2 | 2  | 4  | 0   |     |
| 1983               | RFN U-20           | MŚJ                | 7                  | 7  | 1 | 0  | 1  | 2   |     |
| 1983               | RFN U-18           | MEJ                | 5                  | 5  | 1 | 7  | 8  | 12  |     |
| 1984               | RFN U-20           | MŚJ                | 7                  | 7  | 0 | 2  | 2  | 6   |     |
| 1987               | RFN                | TI                 | 5                  | 5  | 0 | 1  | 1  | 2   |     |
| 1988               | RFN                | IO                 | 5                  | 8  | 0 | 1  | 1  | 2   |     |
| 1988               | RFN                | DC                 |                    | 2  | 0 | 0  | 0  | 0   |     |
| 1989               | RFN                | TI                 | 5                  | 5  | 0 | 0  | 0  | 0   |     |
| 1989               | RFN                | NC                 |                    | 2  | 0 | 0  | 0  | 0   |     |
| 1990               | RFN                | MŚ                 | 7                  | 10 | 1 | 0  | 1  | 6   |     |
| 1990               | Niemcy             | DC                 | 4                  | 3  | 1 | 0  | 1  | 0   |     |
| 1990               | Niemcy             | IDW                | 7                  | 5  | 1 | 1  | 2  | 0   |     |
| 1991               | RFN                | MŚ                 | 8                  | 10 | 2 | 3  | 5  | 4   |     |
| 1992               | Niemcy             | IO                 | 6                  | 4  | 0 | 0  | 0  | 0   |     |
| 1992               | Niemcy             | MŚ                 | 6                  | 6  | 0 | 0  | 0  | 4   |     |
| 1992               | Niemcy             | NC                 |                    | 2  | 0 | 0  | 0  | 0   |     |
| 1992               | Niemcy             | DC                 | 4                  | 3  | 0 | 1  | 1  | 0   |     |
| 1993               | Niemcy             | MŚ                 | 5                  | 3  | 0 | 1  | 1  | 0   |     |
| 1993               | Niemcy             | NC                 |                    | 2  | 1 | 0  | 1  | 0   |     |
| 1994               | Niemcy             | IO                 | 8                  | 8  | 3 | 0  | 3  | 8   |     |
| Ogółem jako junior | Ogółem jako junior | Ogółem jako junior | Ogółem jako junior | 24 | 4 | 11 | 15 | 20  |     |
| Ogółem jako senior | Ogółem jako senior | Ogółem jako senior | Ogółem jako senior | 78 | 9 | 8  | 17 | 26  |     |

## Sukcesy

### Zawodnicze
EV Landshut
- Mistrzostwo Niemiec: 1983
- Wicemistrzostwo Niemiec: 1984

Düsseldorfer EG
- Mistrzostwo Niemiec: 1990, 1991, 1992, 1996
- Wicemistrzostwo Niemiec: 1994

### Indywidualne
- Członek Galerii Sław Niemieckiego Hokeja na Lodzie

## Po zakończeniu kariery
Bernd Truntschka po zakończeniu kariery sportowej oraz ukończeniu studiów biznesowych na Fachhochschule Düsseldorf w Düsseldorfie oraz na Hochschule Landshut w Landshut został menedżerem w EV Landshut w latach 2003–2004 oraz 2010–2011, a w 2005 roku został dyrektorem zarządzającym L.E.S GmbH, firmy bukmacherskiej, partnera Landshut Cannibals.

## Życie prywatne
Bernd Truntschka pochodzi z rodziny z tradycjami hokejowymi. Jego ojciec Jaroslav (2018–2013) przybył do RFN z Czechosłowacji w latach 50., potem był zawodnikiem, następnie trenerem EV Landshut. hokeistami są również brat Gerd (ur. 1958) oraz siostrzeniec Nico Krämmer (ur. 1992).